# Gautama Buddha ikonográfiája Laoszban és Thaiföldön

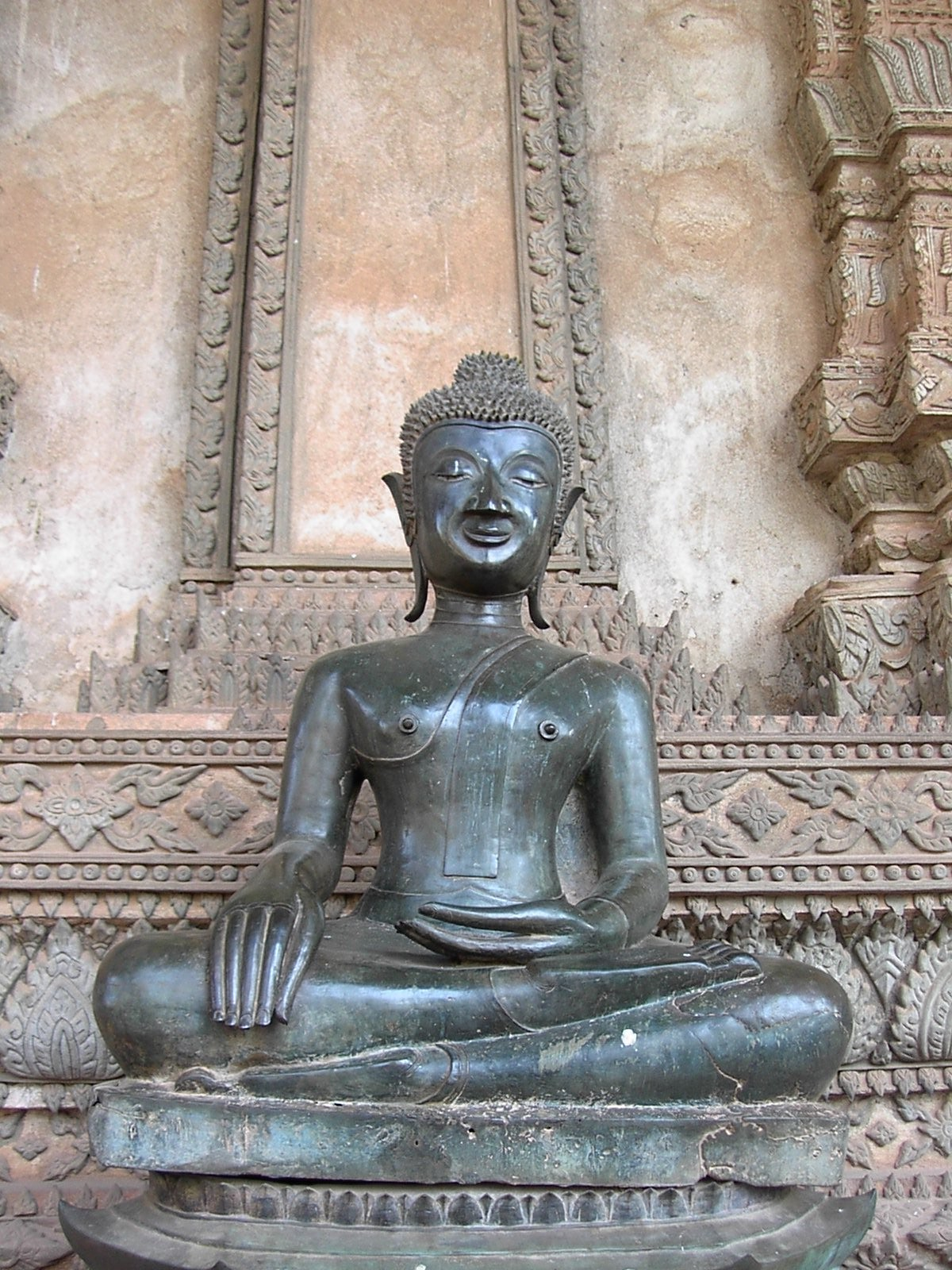
Buddha szobor Laoszban.

Gautama Buddha ikonográfiáját Laoszban és Thaiföldön úgy nevezik, hogy pang phraputtarup (thai: ปางพระพุทธรูปปาง). Ezeken a területeken az ikonográfiák a történelmi Buddha utazásainak és tanításainak az epizódjait ábrázolják. A helyi buddhisták jól ismerik ezeket és némelyiket nagyon kedvezőnek tartják attól függően, hogy a hét melyik napján születtek.
Más buddhista országokban ehhez kapcsolódó, de másfajta ikonográfiát használnak. Ilyen például az indiai művészetben a mudrá.

## Bevezető

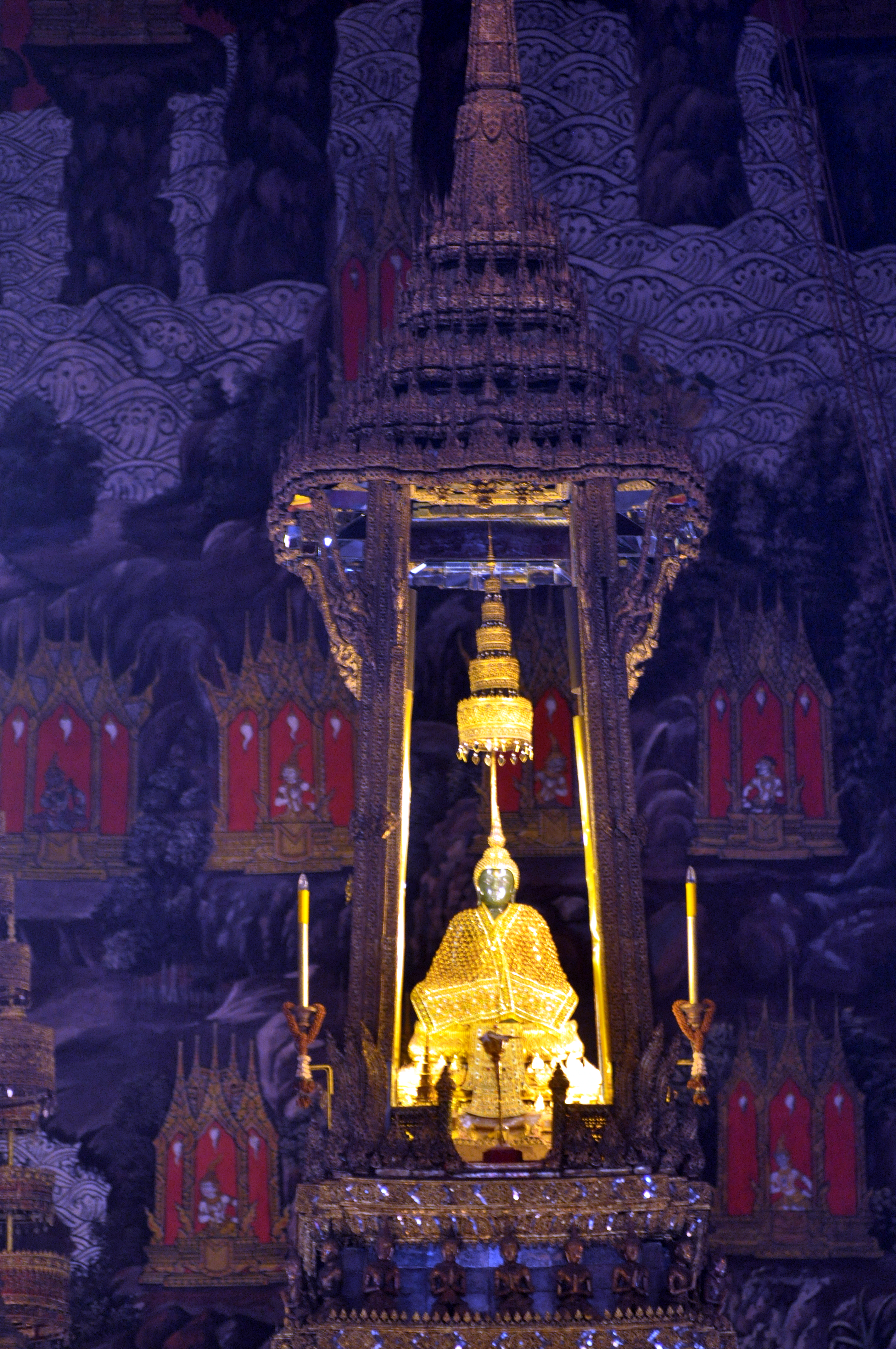
Smaragd Buddha

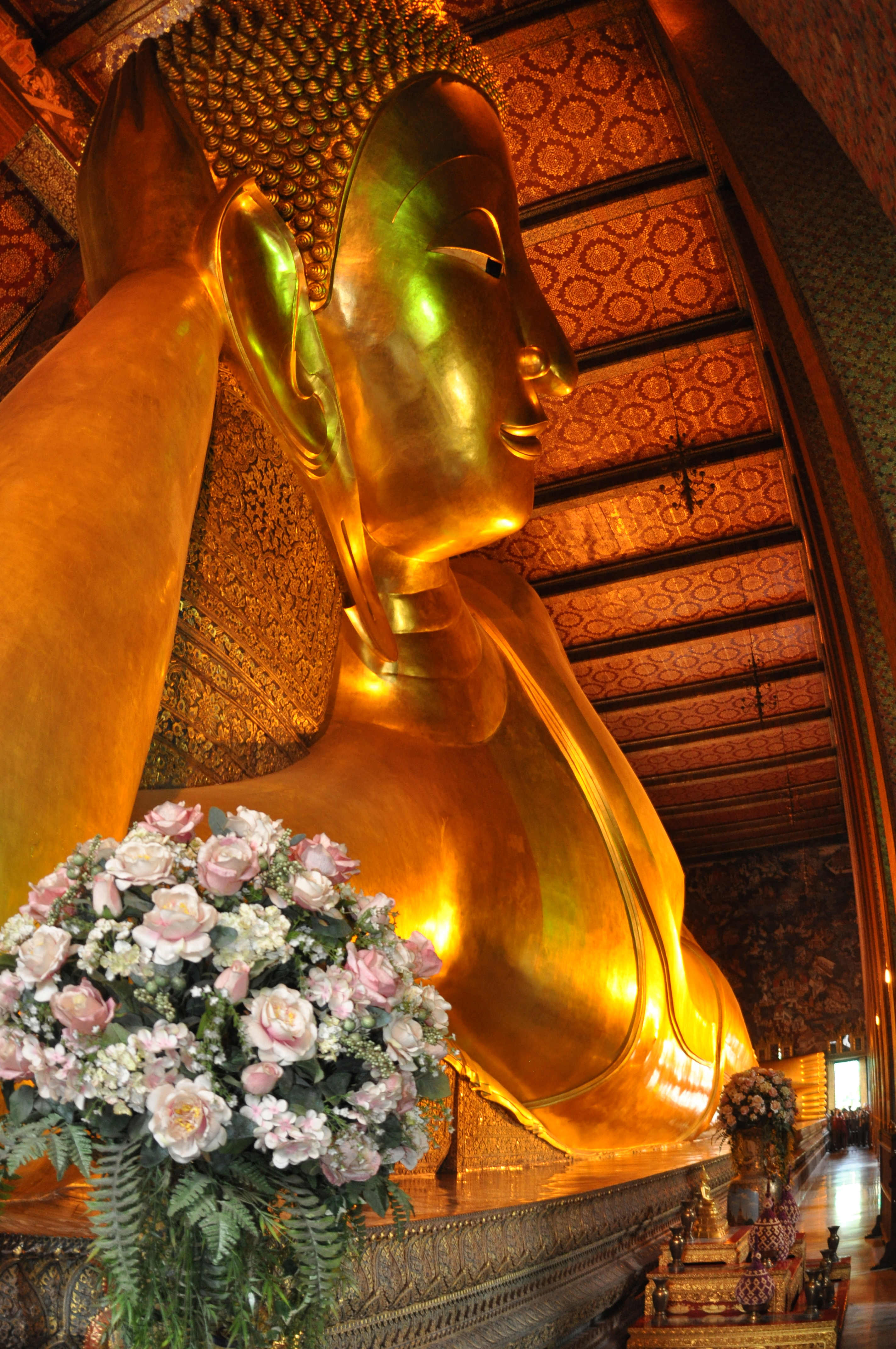
Fekvő Buddha)

Buddhát mindig bizonyos fizikai jellemzők szerint ábrázolják, meghatározott ruhában és testtartásban. Minden testhelyzetnek, főleg Buddha kezének és kézmozdulatának, meghatározott jelentése van, amelyet a buddhisták jól ismernek.
A buddhisták számára Buddha helyes ábrázolása nem anabolisztikus, hanem hiposztatikus kérdés: Buddha valóságos spirituális emanációja kell hogy legyen, amely természetfeletti képességekkel bír. Annak ellenére, hogy Buddha nem egy isten, a buddhisták a buddha-ábrázolások használatával igyekeznek kapcsolatba lépni a természetfeletti világgal. Ezért felajánlásokat tesznek és imádkoznak előttük.

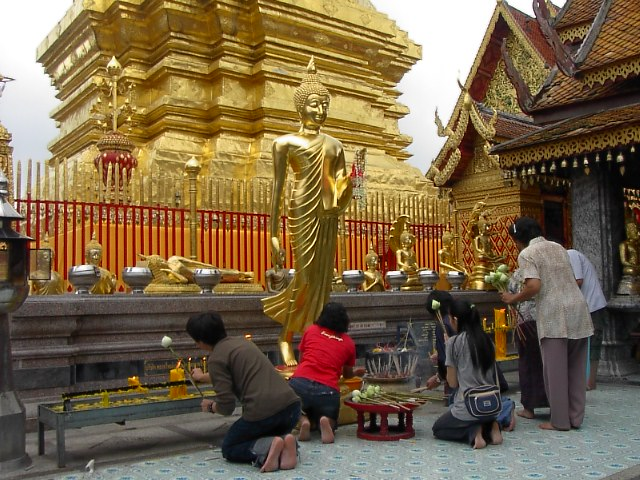
Buddhisták egy Buddha szobornál imádkoznak (Vat Doi Szuthep, Csiang Mai, Thaiföld)

A Buddha szobrokat nem élethű ábrázolásnak szánták. Természetesen nincsenek korabeli képek a történelmi Buddháról. A legkorábbi festmények a halála után 500-600 évvel később keletkeztek. Ennek ellenére a buddhisták úgy tartják, hogy a Buddha képek és szobrok Buddha egy idealizált valóságát mutatják és minden egyes ábrázolás beleilleszkedik a Buddhát ábrázoló történelmi ikonok sorozatába, amely egészen magáig Buddháig nyúlik vissza.
Egy Buddha ábrázolás megalkotásakor a művésztől elvárják, hogy legyen valamiféle spirituális tudatállapotban (szamádhi), hogy képes legyen maga elé képzelni egy ideális valóságot. Olyan követelmény nincs, hogy minden Buddha alkotás hasonló legyen. Valójában rengetegféle művészi stílus és nemzeti hagyomány szerinti Buddha-ábrázolás létezik. Mégis akad egy-két szabály, amit be kell tartani.
A buddhizmus eredeti hazájában, Indiában alakult ki az i.e. 500-tól 500-ig terjedő ezer év alatt Buddha lehetséges testtartásainak és kézmozdulatainak választéka. Ennek az időszaknak az elején Buddha keze valamilyen áldó mozdulatot tett – a jobb kezét vállmagasságig emelte tenyérrel előre mutatva, ujjak összezárva, enyhén hajlítva. A Gupta kor végére (550 körül) már sokkal változatosabb ábrázolások születtek – Srí Lankán például főleg az ülő meditáló helyzet (dhjána mudrá) vált népszerűvé. A 7. századra nagyjából kialakult a ma is használatos összes pozitúra és kéztartás. 

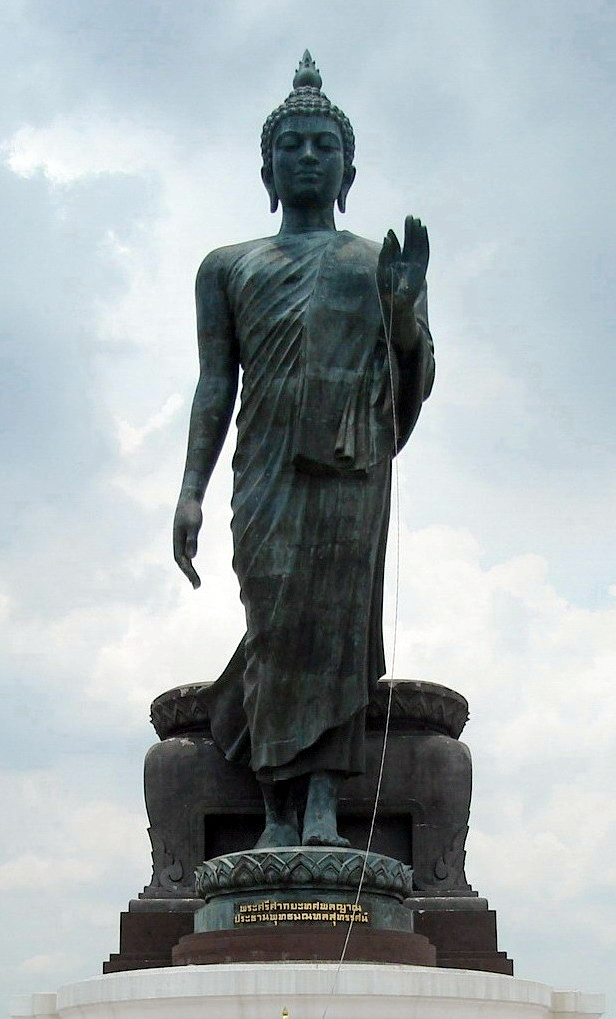
Buddha szobor előrenyújtott karral (az abhája mudrá tartás). Szerzetes ruhában van és a jobb válla fedetlen. (Phutthamonthon, Thaiföld)

Ahogy a buddhizmus Indiából elterjedt más országokba is, úgy alakultak ki a különböző Buddha-ábrázolások. Ebben a cikkben a thaiföldi és laoszi Buddha kánon kerül bemutatásra. Ezt a kánont egészen a 19. századig nem formalizálták, amikor is az a nyugati civilizáció hatására az általános modernizáció részévé vált. A folyamat egyik fő alakja a sziámi királyi herceg és buddhista szerzetes Paramanucsit Csinorot, I. Rama király fia volt, akit 1814-ben megbíztak a bangkoki Vat Pho királyi templom igazgatásával. III. Rama király kérésére Paramanucsit egy illusztrált tanulmányban (Pathama Szambodhikatha) megvalósított negyven különböző Buddha ábrázolást. Ezek közül néhány újnak számított (mint például a "tűt befűző Buddha"), ám mindegyikre megadtak forráshivatkozást a buddhista kánonból. Paramanucsit illusztrációit később elkészítették bronz miniatúraként is, amelyek megtekinthetők a bangkoki Vat Phra Kaev templomban.

## Buddha fizikai tulajdonságai

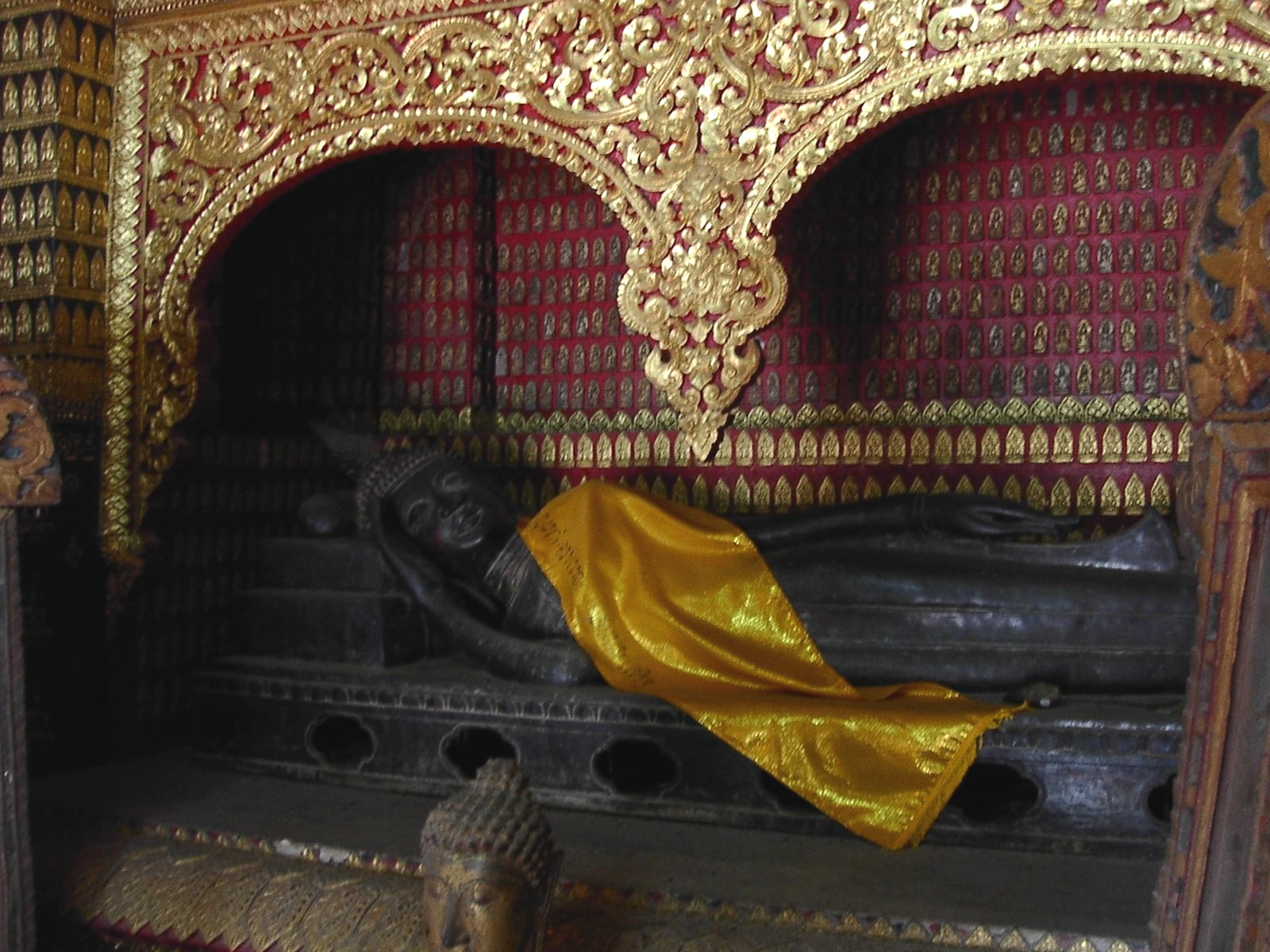
Fekvő Buddha (Vat Hszieng Thong, Luangphrabang, Laosz)

Az i.e. 1. századi páli Dígha-nikája leírja Buddha 32 fő fizikai jellemzőjét. Némelyik költői vagy különös (például "antilopszerű combok", "bokák, mint kerek kagylók" stb.), némelyik rendkívül precíz: kimagasodó sarkak, hosszú és kecses ujjak, és szemöldökök közti apró bodor. Nem kötelező ugyan, hogy a Buddha képek és szobrok az összes tulajdonságot tartalmazzák, ezek közül sok mégis kanonikus státuszba került.
Buddha talán legérdekesebb fizikai jellemzője a fejtetőn található kicsúcsosodás (usznísza). Néha spirálként ábrázolják, néha egy kis dombként. Buddha ábrázata általában derűs és különös bágyadtsággal mosolyog. Különös, hogy legtöbbször Buddha fülcimpái hosszan lelógnak. Ezt a fiatalkori herceg gazdag anyagi világából ered, ami később a bölcsesség szimbólumává vált.

## Testtartás és ruházat
Buddha lehetséges testtartásai:

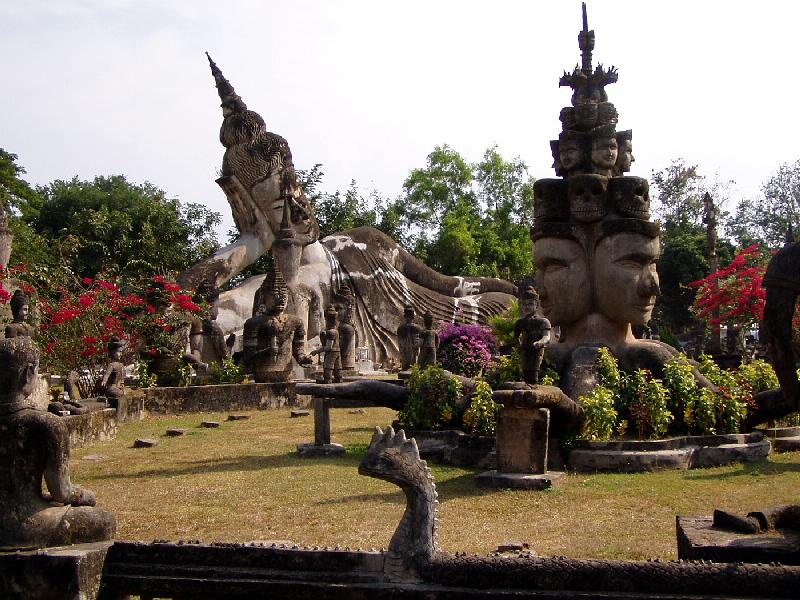
Egy óriási méretű fekvő Buddha a Bunleua Sulilat által megálmodott Buddha Parkban.

- Ülő: az ülő Buddha háromféleképpen szokott kinézni:

"hősi tartás" (vírászana), törökülésben
"adamantin póz" (vadzsrászana; vagy "lótuszülés"), keresztbe tett lábak, úgy, hogy a talpak az ég felé néznek
székben ülve (pralambanászana)
- Álló: az álló Buddha lábai lehetnek zártan, vagy az egyikkel előre lép
- Sétáló
- Fekvő: a fekvő Buddha pihenhet vagy aludhat. Legtöbbször a maháparinabbánára utal: Buddha halála előtti utolsó megvilágosodási állapota.

Buddha szinte mindig szerzetesi ruhát (kaszája) kap, amilyet a mai buddhista szerzetesek is hordanak. Vagy mindkét vagy csak az egyik vállat takarja be a ruha, amely Buddha alázatosságát fejezi ki (Gautama eredetileg herceg volt, aki maga mögött hagyta a javakban gazdag világi életet). A szobrokon a ruha áttetsző és a spirituális erejéből fakadóan folyamatosan lengedezik. Olykor a szobrok igazi textil ruhát kapnak, amelyeket időről időre lecserélnek – általában nagy fesztiválok alkalmával. Nem jellemző, de előfordul, hogy Buddha esetleg királyi ruhát kap alkotójától.

## Kézmozdulatok

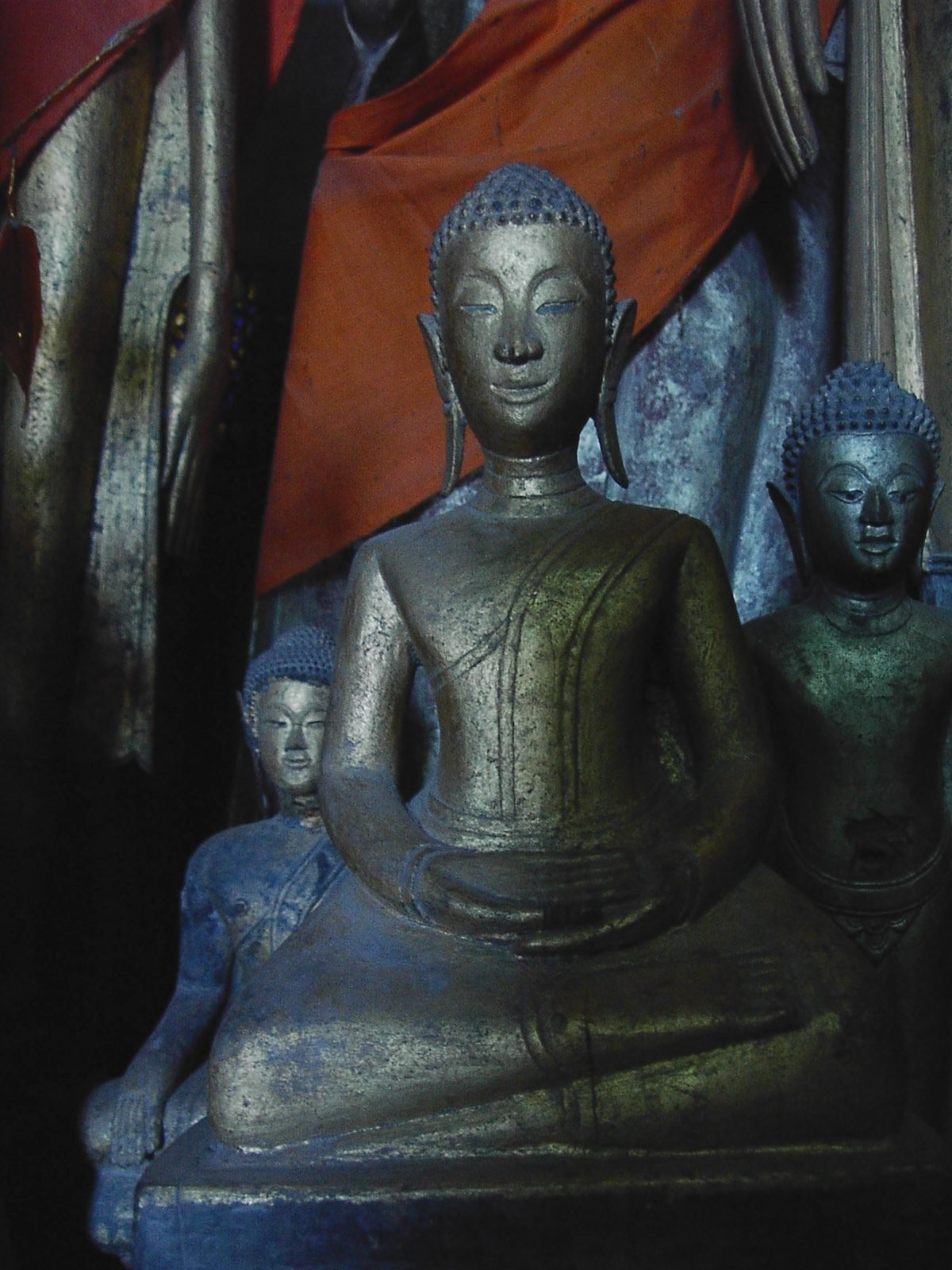
Meditáló Buddha szobor – Kezei dhjána mudrá pózban (Vat Hszieng Thong, Luangphrabang, Laosz)

Buddha ikonográfiájának legfontosabb aspektusa a kéztartás, más néven a mudrá. Ezek jelentést hordoznak, amelyeket ismernek az egész buddhista világban. A fent leírt testtartásokkal együtt teljes bemutatásba helyezik Buddhát – ezek általában egy meghatározott eseményt jelenítenek meg Buddha életéből.
Hatfajta Buddha mudrát különböztethetünk meg:
- Föld megérintése (Bhúmisparsa mudrá – ปางมารวิชัย) pang maa-rá-ví-csai: jobb kar a jobb combon, az ujjak lefelé mutatnak, de nem minden esetben érik el a földet (ahogy a szócikk tetején, a jobb felső sarokban). A bal kéz dhjána mudrá pózban marad a Buddha ölében.
- Meditáció (Dhjána mudrá) – ปางสมาธิ) pang szá-má-tí: a kezek a Buddha ölében fekszenek, tenyerek felfelé mutatnak.
- Adományozás (Varana mudrá – ปางประทานพร) pang bprà-taan pon: lefelé nyúló jobb kar nyitott tenyérrel előrefelé, az ujjak kinyújtva.
- Félelemnélküliség (Abhája mudrá – ปางประทานอภัย) pang bprà-taan à-pai: hajlított könyök vagy könyökök, csípőre tett kéz, a tenyér kifelé fordítva és az ujjak felfelé fordítva.
- Érvelő (Vitarka mudrá): hasonlít az abája mudrához, azonban a hüvelykujj és a mutatóujj össze van érintve.
- Kerék elindítása (Dharmacsakrá mudrá): kezek a mellkas előtt vitarka mudrá pózban, a bal kéz ujjai a jobb tenyérben.

Ennek a hat mudrának mindenféle kombinációja alakult ki a századok során.

## Külső hivatkozások
- Gestures of the Buddha, K.I.Matics, Chulalongkorn University Press, Bangkok, 2004
- Cím nélküli könyvecske, Khochone Keomanivong et al., Ho Phra Kaeo Museum, Viang Chan, Laosz
- Buddha élete 80 jelenetben – Ánanda templom, Bagan, Myanmar Archiválva 2013. december 19-i dátummal a Wayback Machine-ben
- Buddha képek
- Buddhist ikonográfia Thaiföldön
- Thai Buddha képek